# Pristomerus areolaris
Pristomerus areolaris är en stekelart som beskrevs av Narolsky 1987. Pristomerus areolaris ingår i släktet Pristomerus och familjen brokparasitsteklar. Inga underarter finns listade i Catalogue of Life.